# Nyke Slawik
 (septembre 2021).
Pour les articles homonymes, voir Slawik.
Nyke Slawik, née le 7 janvier 1994 à Leverkusen, est une femme politique allemande, membre du parti Alliance 90 / Les Verts. 
Elle est élue au Bundestag, à la suite des élections de 2021.

## Biographie

### Origines, études et activités professionnelles
Nykie Slawik naît de sexe masculin le 7 janvier 1994 à Leverkusen, en Rhénanie-du-Nord-Westphalie. Son père est d'origine polonaise.
Elle grandit dans le quartier d'Opladen et fait sa transition de genre en 2011.
Après avoir obtenu son Abitur en 2012, elle fait des études d'anglais, de communication et de sciences des médias à l'université Heinrich-Heine de Düsseldorf.
Elle travaille de 2018 à 2021 comme collaboratrice scientifique au parlement de Rhénanie-du-Nord-Westphalie pour les députés Wibke Brems (de) et Matthias Bolte (de).

### Parcours politique
Nykie Slawik adhère à la Jeunesse verte en 2009, puis à l'Alliance 90/Les Verts en 2013.
Placé en onzième position sur la liste des Verts, elle est élue aux élections fédérales allemandes de 2021 pour la Rhénanie-du-Nord-Westphalie. Elle est l’une des deux premières personnes transgenres à être élue au parlement fédéral en Allemagne, aux côtés de Tessa Ganserer, également élue avec les Verts.
Un documentaire diffusé en novembre 2023 sur SWR Fernsehen lui est consacré.